# Фармінгтон (Мен)
Фармінгтон (англ. Farmington) — місто (англ. town) в США, в окрузі Франклін штату Мен. Населення — 7592 особи (2020).

### Клімат
| Клімат : Фармінгтон     | Клімат : Фармінгтон | Клімат : Фармінгтон | Клімат : Фармінгтон | Клімат : Фармінгтон | Клімат : Фармінгтон | Клімат : Фармінгтон | Клімат : Фармінгтон | Клімат : Фармінгтон | Клімат : Фармінгтон | Клімат : Фармінгтон | Клімат : Фармінгтон | Клімат : Фармінгтон | Клімат : Фармінгтон |
| Показник                | Січ.                | Лют.                | Бер.                | Квіт.               | Трав.               | Черв.               | Лип.                | Серп.               | Вер.                | Жовт.               | Лист.               | Груд.               | Рік                 |
| Абсолютний максимум, °C | 16,7                | 16,1                | 25,0                | 32,2                | 35,6                | 37,8                | 36,7                | 38,3                | 35,0                | 32,2                | 23,9                | 18,3                | 38,3                |
| Середній максимум, °C   | −3,4                | −1                  | 3,9                 | 10,8                | 18,6                | 23,2                | 25,9                | 24,9                | 20,1                | 13,7                | 6,2                 | −0,4                | 11,9                |
| Середній мінімум, °C    | −16,2               | −14,2               | −8,1                | −1,7                | 3,4                 | 8,8                 | 11,8                | 10,8                | 5,5                 | 0,6                 | −3,5                | −11,2               | −1,2                |
| Абсолютний мінімум, °C  | −39,4               | −38,3               | −31,7               | −18,9               | −6,7                | −2,8                | 0,0                 | −1,7                | −6,7                | −11,7               | −25,6               | −35                 | −39,4               |
| Норма опадів, мм        | 95                  | 71                  | 102                 | 104                 | 101                 | 114                 | 93                  | 100                 | 95                  | 103                 | 107                 | 100                 | 1185                |
| Днів з опадами          | 11,0                | 8,8                 | 12,0                | 11,6                | 12,2                | 13,2                | 12,1                | 11,5                | 10,7                | 11,0                | 12,2                | 12,4                | 138,7               |
| Днів зі снігом          | 6,8                 | 5,0                 | 4,5                 | 2,5                 | 0,0                 | 0,0                 | 0,0                 | 0,0                 | 0,0                 | 0,3                 | 2,4                 | 6,0                 | 27,5                |
| ----------------------- | ------------------- | ------------------- | ------------------- | ------------------- | ------------------- | ------------------- | ------------------- | ------------------- | ------------------- | ------------------- | ------------------- | ------------------- | ------------------- |
| Джерело: NOAA           |                     |                     |                     |                     |                     |                     |                     |                     |                     |                     |                     |                     |                     |

## Демографія
Згідно з переписом 2010 року, у місті мешкало 7760 осіб у 3072 домогосподарствах у складі 1597 родин. Було 3441 помешкання
Расовий склад населення:
| - 96,9 % — білих - 0,4 % — корінних американців - 0,3 % — чорних або афроамериканців - 0,3 % — азіатів - 0,1 % — вихідців з тихоокеанських островів |

До двох чи більше рас належало 1,7 %. Частка іспаномовних становила 1,3 % від усіх жителів.
За віковим діапазоном населення розподілялося таким чином: 16,0 % — особи молодші 18 років, 68,5 % — особи у віці 18—64 років, 15,5 % — особи у віці 65 років та старші. Медіана віку мешканця становила 32,1 року. На 100 осіб жіночої статі у місті припадало 82,8 чоловіків;  на 100 жінок у віці від 18 років та старших — 78,3 чоловіків також старших 18 років.
Середній дохід на одне домашнє господарство  становив 54 372 долари США (медіана — 40 150), а середній дохід на одну сім'ю — 70 721 долар (медіана — 57 200). Медіана доходів становила 40 700 доларів для чоловіків та 34 011 долар для жінок. За межею бідності перебувало 15,2 % осіб, у тому числі 14,9 % дітей у віці до 18 років та 7,4 % осіб у віці 65 років та старших.
Цивільне працевлаштоване населення становило 4034 особи. Основні галузі зайнятості: освіта, охорона здоров'я та соціальна допомога — 41,6 %, мистецтво, розваги та відпочинок — 15,0 %, роздрібна торгівля — 10,2 %, будівництво — 6,5 %.